# La banda J. & S. - Cronaca criminale del Far West
La banda J. & S. - Cronaca criminale del Far West è un film del 1972, diretto da Sergio Corbucci.

## Trama
Jed Trigado, stravagante bandito messicano che ruba solo ai ricchi, fa coppia con la bella Sonny. Insieme diventano famosi, ma la gelosia turba i loro rapporti.